# Thomas Kent Carter
Thomas Kent Carter (également connu sous le nom de T.K. Carter) est un acteur américain né le 18 décembre 1956 à New York, New York (États-Unis).

## Filmographie

### Cinéma
- 1978 : Youngblood : Bubba Cosell
- 1978 : Corvette Summer : Car Wash Employee
- 1980 : The Hollywood Knights de Floyd Mutrux : Do Wopper
- 1980 : Seed of Innocence : Captain
- 1980 : Comme au bon vieux temps : Chester
- 1981 : Sans retour (Southern Comfort) : Pfc. Tyrone Cribbs
- 1981 : Underground Aces (en) : Dee Jay
- 1982 : The Thing : Nauls
- 1983 : Doctor Detroit : Diavolo Washington
- 1985 : Runaway Train : Dave Prince
- 1987 : He's My Girl : Reggie / Regina
- 1987 : Cheeseburger film sandwich : Host (segment "Silly Pate")
- 1990 : Ski Patrol (en)  : Iceman
- 1991 : A Rage in Harlem - La reine des pommes (A Rage in Harlem) : Smitty
- 1996 : Space Jam : Monstar Nawt (voix)
- 1999 : Mon Martien bien-aimé (My Favorite Martian) : Lenny
- 2003 : Baadasssss! de Mario Van Peebles : Bill Cosby
- 2005 : The L.A. Riot Spectacular : Rodney
- 2005 : Domino : Lester Kincaid

### Télévision
- 1977 : Billy: Portrait of a Street Kid (TV) : Justin
- 1983 : Just Our Luck (en) (série télévisée) : Shabu
- 1983 : Carpool (TV) : Otis Vaughan
- 1984 : Turbo Teen (série télévisée) : Alex (voix)
- 1985 : Jem et les Hologrammes (série télévisée) : Anthony Julian (voix)
- 1985 : Punky Brewster (série télévisée) : Mike
- 1987 : Bonjour, miss Bliss ("Good Morning, Miss Bliss") (série télévisée) : Milo Williams
- 1989 : Polly (TV) : George
- 1990 : Polly: Comin' Home! (TV) : George Dodds
- 1993 : The Sinbad Show (en) (série télévisée) : Clarence Hall
- 1993 : Yuletide in the 'hood (TV) (voix)
- 1994 : A Cool Like That Christmas (TV) : Dead Boy (voix)
- 1995 : What's Going on Back Their!? (TV) : Sledgehammer O'Possum (voix)
- 1996 : Les Visiteurs du futur (Yesterday's Target) (TV) : Carter
- 1997 : Out and About (TV) : Sledgehammer O'Possum
- 2000 : The Corner ("The Corner") (feuilleton TV) : Gary McCullough
- 2002 : Jamal the Funny Frog: Beach (TV) : Shark, Oyster #3, Sea
- 2002 : Jamal the Funny Frog: Dentist (TV) : Dentist Lloyd